# Marmaduke – A kutyakomédia
A Marmaduke – A kutyakomédia (eredeti cím: Marmaduke) 2010-ben bemutatott amerikai élőszereplős családi filmvígjáték, melynek rendezője és producere Tom Dey. Brad Anderson Marmaduke című képregényének adaptációja. A főbb szerepekben Judy Greer, Lee Pace, Owen Wilson, William H. Macy, Emma Stone, Kiefer Sutherland, Fergie és Christopher Mintz-Plasse látható.
Az Amerikai Egyesült Államokban 2010. június 4-én mutatták be. Magyarországon június 10-én került szinkronizálva a mozikba. Bevételi szempontból jól teljesített, de nagyrészt negatív kritikákat kapott.

## Szereplők
Emberek
| Színész                | Szerep          | Magyar hang     |
| ---------------------- | --------------- | --------------- |
| Lee Pace               | Phil Winslow    | Crespo Rodrigo  |
| Judy Greer             | Debbie Winslow  | Kovács Patrícia |
| William H. Macy        | Don Twombly     | Harsányi Gábor  |
| Finley Jacobsen        | Brian Winslow   |                 |
| Caroline Sunshine      | Barbara Winslow |                 |
| Mandy és Milana Haines | Sarah Winslow   |                 |

Állatok
| Eredeti hang             | Szereplő                       | Magyar hang         |
| ------------------------ | ------------------------------ | ------------------- |
| Owen Wilson              | Marmaduke, német dog           | Kálloy Molnár Péter |
| George Lopez             | Carlos, balinéz macska         | Gáspár Sándor       |
| Emma Stone               | Kuki, ausztrál juhászkutya     | Pikali Gerda        |
| Fergie                   | Jezebel, skótjuhász            | Peller Anna         |
| Christopher Mintz-Plasse | Giuseppe, kínai meztelen kutya | Rába Roland         |
| Steve Coogan             | Mazsi, tacskó                  | Széles Tamás        |
| Kiefer Sutherland        | Bosco, beauce-i juhászkutya    | Kőszegi Ákos        |
| Damon Wayans Jr.         | Dörgő, törpe pinscher          | Magyar Attila       |
| Marlon Wayans            | Villám, Dörgő ikertestvére     | Scherer Péter       |
| Sam Elliott              | Chupadogra, angol masztiff     | Ujlaki Dénes        |

## Kritikai fogadtatás
A Metacritic oldalán a film értékelése 30% a 100-ból, ami 22 véleményen alapul. A Rotten Tomatoeson a Marmaduke – A kutyakomédia 9%-os minősítést kapott, 99 értékelés alapján.

## Fordítás
- Ez a szócikk részben vagy egészben  a   Marmaduke (2010 film) című angol Wikipédia-szócikk fordításán alapul.  Az eredeti cikk szerkesztőit annak laptörténete sorolja fel. Ez a jelzés csupán a megfogalmazás eredetét és a szerzői jogokat jelzi, nem szolgál a cikkben szereplő információk forrásmegjelöléseként.